# Kerstin Ekman
Kerstin Lillemor Ekman (født Hjorth 27. august 1933 i Risinge, Finspång, Östergötlands län) er en svensk forfatter. Hun har skrevet en lang række romaner, noveller, og filmmanuskripter hvoraf flere er oversat til dansk. Hun blev i 1994 tildelt Nordisk Råds Litteraturpris  for romanen Hændelser ved vand, som blev filmatiseret i 2023 med Pernilla August, Asta August, Alba August og Rolf Lassgård i hovedrollerne. 
Hun startede sin karriere med en række kriminalromaner (herunder Dødsklokken og Tre små kinesere) mens hendes senere romaner også omhandler psykologiske og sociale emner. Mellem 1974 og 1983 skrev hun fire romaner i Katrineholmsuiten, som var inspirerede af hendes opvækst i det svenske bysamfund Katrineholm.
Kerstin Ekman blev i 1978 medlem af Svenska Akademien men forlod akademiet sammen med Lars Gyllensten og Werner Aspenström i 1989 på grund af debatten om dødstruslerne mod Salman Rushdie. Hun er også medlem af Samfundet De Nio.